# Ilse Ott
 (février 2019).
Si vous disposez d'ouvrages ou d'articles de référence ou si vous connaissez des sites web de qualité traitant du thème abordé ici, merci de compléter l'article en donnant les références utiles à sa vérifiabilité et en les liant à la section « Notes et références ».
Ilse Ott, née le 10 avril 1982 à Heemstede,, est une actrice et scénariste néerlandaise.

## Filmographie

### Actrice

#### Cinéma et téléfilms
- 2008 : Flikken Maastricht : l'infirmière
- 2008 : Everyone Who Means Something : La fille
- 2010 : Met De Dag : Meike
- 2011 : Letter : Eva
- 2014-2018 : Spangas : Marie de Wind
- 2012 : Roes : Roes
- 2015 : Spangas in actie (nl) : Marie de Wind
- 2015 : Vliegen (nl) : Sonja
- 2016 : Habitat : Sarah
- 2016 : Dokter Tinus : La courtière
- 2016 : Centraal Medisch Centrum (nl) : Iris Denkers
- 2017 : Celblok H (nl) : Bodine Westerveld
- 2017 : Trial : Simone
- 2018 : Spangas op Zomervakantie (nl) : Marie
- 2018 : Flikken Rotterdam (nl) : Vera Zenden

### Scénariste
- 2017 : Vind die domme trut en gooi haar in de rivier (nl)